# عين الضلع
عين الضلع أحد عيون محافظة الخرج، وتعد إحدى أكبر العيون في المملكة العربية السعودية.

## نبذة تاريخية
تقع عيون الخرج في الجنوب الغربي من السيح، وتبعد عن السيح بنحو عشرة كيلومترات، وعيون الخرج مكونة من الكهوف الكارستية المنخفضة المليئة بالمياه. وقد وصف عبد الله بن خميس عيون الخرج بقوله: «وهذه العيون كأنها بحيرات لا يدرك لها قعر ولا يغيض لها معين إذا توسطت الشمس كبد السماء وألقت أشعتها على هذه العيون الساجية، شاهدت تحت الماء منظراً عجيباً أنوف جبال بارزة إلى مغارات موحشة وسراديب مظلمة وعمق غير منته تتكسر أشعة الشمس دون مداه فسبحان من له الخلق والأمر».

## العين
من أشهر عيون الخرج عين ضلع، حيث تبلغ المسافة بينها وبين عين سمحة نحو 40 قدمًا، ويقدر عمق الماء فيها بنحو 50 قدمًا، وتتصل بالمياه الباطنية ويبعد الماء عن شفا العين بنحو 40 قدمًا. كما أن العين متصلة بعين ضلع بدليل أن الماء إذا ضخ من أحدهما انخفض مستواه في الآخر، وتبعد عين أم خيسة أو المخيسة ما يقرب من ميل.

## وصلات خارجية
- صورة للمنشآت الحجرية التي أُقيمت حول عين الضلع